# Schönheide (Wüstung)
Schönheide ist eine Wüstung im thüringischen Dörnfeld an der Heide, einem Stadtteil der Stadt Königsee im Landkreis Saalfeld-Rudolstadt.

## Lage
Die Wüstung liegt an einem frühgeschichtlichen Verkehrsknotenpunkt vor dem Thüringer Wald. Dort war die Kreuzung zwischen Ost-West und Süd-Nord mit Passagen über die Pässe bei Kahlert und Dreiherrenstein. Jetzt kreuzen sich dort die Bundesstraße 88 und die Landesstraße 1144.
Die Wüstung liegt östlich des Flusses Wohlrose, weiter östlich verläuft die Kreisstraße 187.

## Geschichte
1370 wurde das Dorf am damaligen Knotenpunkt Scenenheyde in der Grundherrschaft von Rödern urkundlich erwähnt. 1429 nannte man das Dorf Schönheyde. Es war eine bedeutende Fuhrmannssiedlung mit einem Rittergut am Nürnberger Geleit.  Im 16. Jahrhundert wurde der Ritter von Berlstedt mit Schönheyde belehnt. Er führte den Straßenzwang ein. Der Dreißigjährige Krieg war Ursache des Verfalles der Fuhrmannssiedlung und des Rittergutes zur Wüstung.
1689 errichtete der Gutsherr von Rödern aus Dörnfeld an der Heide dort ein Vorwerk. Es gab nun ein Gut, sechs Bauernhäuser, ein Gasthaus, eine Ziegelhütte und sieben Personen lebten im Ort. 1769 standen dann infolge des Siebenjährigen Krieges (1756–1763) nur noch zwei Häuser, in denen sieben Personen wohnten. 1829 wurde das Restgut an die Gemeinde Dörnfeld an der Heyde verkauft. Das Gutshaus wurde wieder Fuhrmannshaus. Felder und Wiesen kauften Familien aus Gräfinau-Angstedt und Jesuborn. 
1882 brannte das Gasthaus ab, die Bewohner hofften in provisorischer Unterkunft auf den Wiederaufbau, verließen aber 1884 den Ort. Die Bauten verfielen, noch 1923 fanden sich Reste.